# Muara Kuang (plaats)
Muara Kuang is een bestuurslaag in het regentschap Ogan Ilir van de provincie Zuid-Sumatra, Indonesië. Muara Kuang telt 1328 inwoners (volkstelling 2010).